# 560年代
| 千纪： | 1千纪                                                                                  |
| 世纪： | 5世纪 \| 6世纪 \| 7世纪                                                                |
| 年代： | 530年代 \| 540年代 \| 550年代 \| 560年代 \| 570年代 \| 580年代 \| 590年代              |
| 年份： | 560年 \| 561年 \| 562年 \| 563年 \| 564年 \| 565年 \| 566年 \| 567年 \| 568年 \| 569年 |

## 大事记
- 560年，陳太尉侯瑱攻郢州，蕭莊、王琳兵敗，奔北齊。有膽識，晉公宇文護毒死北周明帝宇文毓。魯公宇文邕嗣位，是為周武帝。北齊太皇太后婁昭君廢皇帝高殷，立常山王高演為帝，是為孝昭帝。高演殺高殷。
- 561年，北齊孝昭帝高演卒，弟齊武成帝高湛嗣位。
- 562年，梁宣帝蕭詧卒，子孝明帝蕭巋嗣位。南陳閩州（福建福州）刺史陳寶應叛，司空侯安都大破之。
- 562年，突厥與波斯王國，南北夾攻嚈噠王國，嚈噠亡。
- 563年，陳文帝陳蒨斬司空侯安都。北周柱國楊忠，與突厥木杆可汗，聯兵攻北齊。
- 564年，北齊與北周、突厥，戰於晉陽，北周大敗而還。陳護軍將軍韋昭達擒斬陳寶應。
- 565年，北齊武成帝高湛，傳位於其子高緯，自稱太上皇。東羅馬帝國查士丁尼大帝卒。
- 566年，陳文帝陳蒨卒，子少帝陳伯宗嗣位，安成王陳頊輔政。
- 567年，安成王陳頊殺中書舍人劉師知、尚書僕射到仲舉。湘州刺史華皎據長沙降梁。陳領軍將軍吳明徹攻取長沙。
- 568年，陳安成王陳頊廢少帝陳伯宗。北齊太上皇高湛卒。
- 569年，陳頊稱帝，是為陳宣帝。陳廣州刺史歐陽紇叛。北周齊公宇文憲攻北齊，圍宜陽。